# Tunicatispora australiensis
Tunicatispora australiensis är en svampart som beskrevs av K.D. Hyde 1990. Tunicatispora australiensis ingår i släktet Tunicatispora och familjen Halosphaeriaceae.   Inga underarter finns listade i Catalogue of Life.